# Cunonia lenormandii
Cunonia lenormandii är en tvåhjärtbladig växtart som beskrevs av Eugène Vieillard och Brongn. & Gris. Cunonia lenormandii ingår i släktet Cunonia och familjen Cunoniaceae. Inga underarter finns listade i Catalogue of Life.
Arten är uppkallad efter den franske botanikern Sébastien René Lenormand.